# Tom Richards (Squashspieler)
Tom Richards (* 10. Juli 1986 in Guildford) ist ein ehemaliger englischer Squashspieler. 

## Karriere
Tom Richards begann seine Karriere im Jahr 2005 und gewann in seinen 230 Turnierteilnahmen insgesamt sechs Titel auf der PSA World Tour. Der erste Titelgewinn gelang ihm in der Saison 2007/08 in Wallingford, während sein größter Erfolg der Turniersieg bei den National Bank Open in Montreal im März 2012 war, einem Turnier der Kategorie International 35. Bei Weltmeisterschaften stand er im Laufe seiner Karriere zwölfmal im Hauptfeld und zog dabei siebenmal in die zweite Runde ein. Seine beste Platzierung in der Weltrangliste erreichte er mit Platz zwölf im September 2012.
Für die englische Nationalmannschaft bestritt Richards insgesamt 20 Partien, die er alle bei Europameisterschaften absolvierte. Er gewann alle 20 Partien und wurde mit der Mannschaft 2012, 2016 und 2019 Europameister. Im Juni 2022 beendete Richards, der sein letztes Turnier auf der World Tour im November 2021 bestritt, hauptsächlich verletzungsbedingt seine Karriere.

## Erfolge
- Europameister mit der Mannschaft: 3 Titel (2012, 2016, 2019)
- Gewonnene PSA-Titel: 6